# Вељко Стојановић
Вељко Стојановић (Смољана, код Босанског Петровца, 10. април 1953) је пензионисани генерал-мајор Војске Републике Српске. Током рата у Босни и Херцеговини био је командант 1. сарајевске механизоване бригаде.

## Биографија
Рођен је 1953. године у селу Смољани од оца Косте и мајке Анице. Поред њега родитељи су имали још петоро дјеце. По националности је Србин. Ожењен је и у браку са супругом Милком има двоје дјеце. Породична крсна слава је Свети Јован Крститељ − Јовањдан (20. јануар).
Завршио је: основну школу у селу Смољани 1967; гимназију прву годину у Босанском Петровцу 1968, а другу, трећу и четврту годину у Прокупљу 1971; Војну академију Копнене војске-смјер пјешадија 1975. у Београду и Сарајеву; курс командира пјешадијске чете 1978. у Сарајеву; курс команданата батаљона 1983. у Сарајеву; Командно-штабну школу тактике Копнене војске 1989. (ванредно) у Београду и Школу националне одбране 1997. у Београду.
Произведен је у чин потпоручника 25. јула 1975, а унапријеђен у чин поручника 1976, капетана 1978. (пријевремено), капетана прве класе 1982, мајора 1987, потпуковника 1991, пуковника 7. октобра 1993. (пријевремено) и генерал-мајора 9. јануара 2001. године (ванредно).
Обављао је дужности: командир пратећег вода у Сарајеву 1975; командир вода бестрзајних топова 82мм у Сарајеву 1975; заступник командира пјешадијске чете у Сарајеву 1975−1976; командир извиђачког вода у Мостару 1976−1977; командир пјешадијске чете у Мостару 1977−1983; командант пјешадијског батаљона у Мостару 1983−1989; начелник штаба, уједно замјеник команданта 49. моторизоване бригаде у Сарајеву 1989−1992; командант механизоване бригаде у Сарајеву 1992; командант механизоване бригаде Сарајевско-романијског корпуса 1992−1996; командант моторизоване бригаде, Пале 1996; инспектор у Инспекцији борбене готовости Војске Републике Српске у Бијељини 1997; начелник Одјељења борбене готовости у Инспекцији Генералштаба Војске Републике Српске (уједно замјеник начелника Инспекције борбене готовости) у Бијељини 1997−1999; заступник начелника (уједно помоћник начелника Генералштаба) Инспекције борбене готовости Војске Републике Српске у Бијељини 1999; начелник Управе за оперативно-штабне послове (уједно замјеник начелника Сектора), у Генералштабу Војске Републике Српске у Бијељини и Бањој Луци 1999−2002.
Службовао је у гарнизонима: Сарајево, Мостар, Пале, Бијељина и Бања Лука. Учествовао у рату од 4. априла 1992. до 14. децембра 1995. године на дужности: командант моторизоване бригаде и команданта механизоване бригаде Сарајевско-романијског корпуса.
Пензионисан је 28. фебруара 2002. године. Са породицом живи у Бањој Луци.

## Одликовања и признања
Одликован у ЈНА:
- Орден за војне заслуге са сребрним мачевима 1981.
- Орден Народне армије са сребрном звездом 1987.

Одликован у ВРС:
- Карађорђева звијезда трећег реда 1993.
- Карађорђева звијезда другог реда 2002.

Током службовања осам пута је оцјењиван, два пута оцјеном истиче се и шест пута оцјеном нарочито се истиче.